# Mathias Fixelles
Mathias Fixelles (Zinnik, 11 augustus 1996) is een Belgisch voetballer die sinds 31 januari 2022 uitkomt voor KVC Westerlo. Fixelles speelt als middenvelder.

## Carrière
Fixelles werd geboren in Zinnik. Hij genoot zijn jeugdopleiding bij AFC Tubize, OH Leuven en Sint-Truidense VV. Hij startte zijn seniorencarrière bij KV Woluwe-Zaventem, waarmee hij in het seizoen 2015/16 in Derde klasse uitkwam. Na zijn debuutseizoen stapte hij over naar Union Sint-Gillis. Daar speelde hij in vijf seizoenen 130 officiële wedstrijden, waarin hij goed was voor zestien doelpunten. Hoewel hij in het kampioenenseizoen 2020/21 een vaste waarde was bij Union, raakte eind april 2021 bekend dat hij geen nieuw contract zou krijgen bij de club.
Nauwelijks enkele dagen later vond hij met KV Kortrijk, waar zijn ex-trainer van bij Union Luka Elsner hem nog kende van vroeger, een nieuwe club. Op de eerste speeldag van het seizoen 2021/22 mocht hij officieel debuteren in de competitiewedstrijd tegen RFC Seraing: in de extra tijd viel hij in voor Faïz Selemani. Kortrijk zou deze wedstrijd ook winnen met 2-0. Ook in de vier wedstrijden daarop mocht hij invallen. Bij zijn vierde invalbeurt, uitgerekend tegen zijn ex-club Union, kreeg hij in de 64e minuut een rode kaart toen hij de uitbrekende Deniz Undav onderuithaalde. Fixelles kreeg, in tegenstelling tot Faïz Selemani, die ook voor het eerst terugkeerde naar het Dudenpark maar de club in veel minder goede omstandigheden verliet dan Fixelles, een hart onder de riem van het publiek. Fixelles kreeg na zijn rode kaart slechts een speeldag voorwaardelijke schorsing.
Hij wordt op dit moment uitgeleend aan kvc Westerlo, leider in 1b.

## Statistieken
| Seizoen     | Club               | Competitie      | Competitie | Competitie | Competitie | Beker | Beker | Beker | Europa | Europa | Europa | Totaal | Totaal | Totaal |
| Seizoen     | Club               | Competitie      | Wed.       | Dlp.       | Ass.       | Wed.  | Dlp.  | Ass.  | Wed.   | Dlp.   | Ass.   | Wed.   | Dlp.   | Ass.   |
| ----------- | ------------------ | --------------- | ---------- | ---------- | ---------- | ----- | ----- | ----- | ------ | ------ | ------ | ------ | ------ | ------ |
| 2015/16     | KV Woluwe-Zaventem | Derde klasse B  | 33         | 3          | ?          | 1     | 0     | 0     | —      | —      | —      | 34     | 3      | 0      |
| Club Totaal | Club Totaal        | Club Totaal     | 33         | 3          | 0          | 1     | 0     | 0     | 0      | 0      | 0      | 34     | 3      | 0      |
| 2016/17     | Union Sint-Gillis  | Eerste klasse B | 26         | 4          | 2          | 1     | 0     | 0     | —      | —      | —      | 27     | 4      | 2      |
| 2017/18     | Union Sint-Gillis  | Eerste klasse B | 23         | 3          | 3          | 2     | 0     | 1     | —      | —      | —      | 25     | 3      | 4      |
| 2018/19     | Union Sint-Gillis  | Eerste klasse B | 21         | 1          | 4          | 3     | 0     | 0     | —      | —      | —      | 24     | 1      | 4      |
| 2019/20     | Union Sint-Gillis  | Eerste klasse B | 24         | 5          | 5          | 3     | 1     | 0     | —      | —      | —      | 27     | 6      | 5      |
| 2020/21     | Union Sint-Gillis  | Eerste klasse B | 25         | 2          | 2          | 2     | 0     | 0     | —      | —      | —      | 27     | 2      | 2      |
| Club Totaal | Club Totaal        | Club Totaal     | 119        | 15         | 16         | 11    | 1     | 1     | 0      | 0      | 0      | 130    | 16     | 17     |
| 2021/22     | KV Kortrijk        | Eerste klasse A | 20         | 0          | 1          | 2     | 0     | 0     | —      | —      | —      | 22     | 0      | 1      |
| Club Totaal | Club Totaal        | Club Totaal     | 20         | 0          | 1          | 2     | 0     | 0     | 0      | 0      | 0      | 22     | 0      | 1      |
| 2021/22     | KVC Westerlo       | Eerste klasse B | 9          | 0          | 0          | 0     | 0     | 0     | —      | —      | —      | 9      | 0      | 0      |
| 2022/23     | KVC Westerlo       | Eerste klasse A | 32         | 3          | 0          | 2     | 0     | 0     | —      | —      | —      | 34     | 3      | 0      |
| 2023/24     | KVC Westerlo       | Eerste klasse A | 11         | 0          | 1          | 1     | 0     | 0     | —      | —      | —      | 12     | 0      | 1      |
| 2024/25     | KVC Westerlo       | Eerste klasse A | 5          | 0          | 0          | 0     | 0     | 0     | —      | —      | —      | 5      | 0      | 0      |
| Club Totaal | Club Totaal        | Club Totaal     | 57         | 3          | 1          | 3     | 0     | 0     | 0      | 0      | 0      | 60     | 3      | 1      |
| Club Totaal | Club Totaal        | Club Totaal     | 229        | 21         | 18         | 17    | 1     | 1     | 0      | 0      | 0      | 246    | 22     | 19     |

Bijgewerkt op 11 november 2021.

## Palmares
| Competitie               |                   |                   |                   |                   |
| Competitie               | Aantal            | Jaren             |                   |                   |
| Union Sint-Gillis        | Union Sint-Gillis | Union Sint-Gillis | Union Sint-Gillis | Union Sint-Gillis |
| ------------------------ | ----------------- | ----------------- | ----------------- | ----------------- |
| Kampioen Eerste Klasse B | 1x                | 2020/2021         |                   |                   |
| KVC Westerlo             |                   |                   |                   |                   |
| Kampioen Eerste Klasse B | 1x                | 2021/22           |                   |                   |